# Морозов, Игорь Вячеславович
Игорь Вячеславович Морозов (бел. Ігар Вячаслававіч Марозаў; 18 мая 1954, Минск — 11 апреля 2025) — кандидат архитектуры (Ленинград, 1985), первый доктор культурологии Беларуси (Санкт-Петербург, 1998), профессор.

## Биографические данные

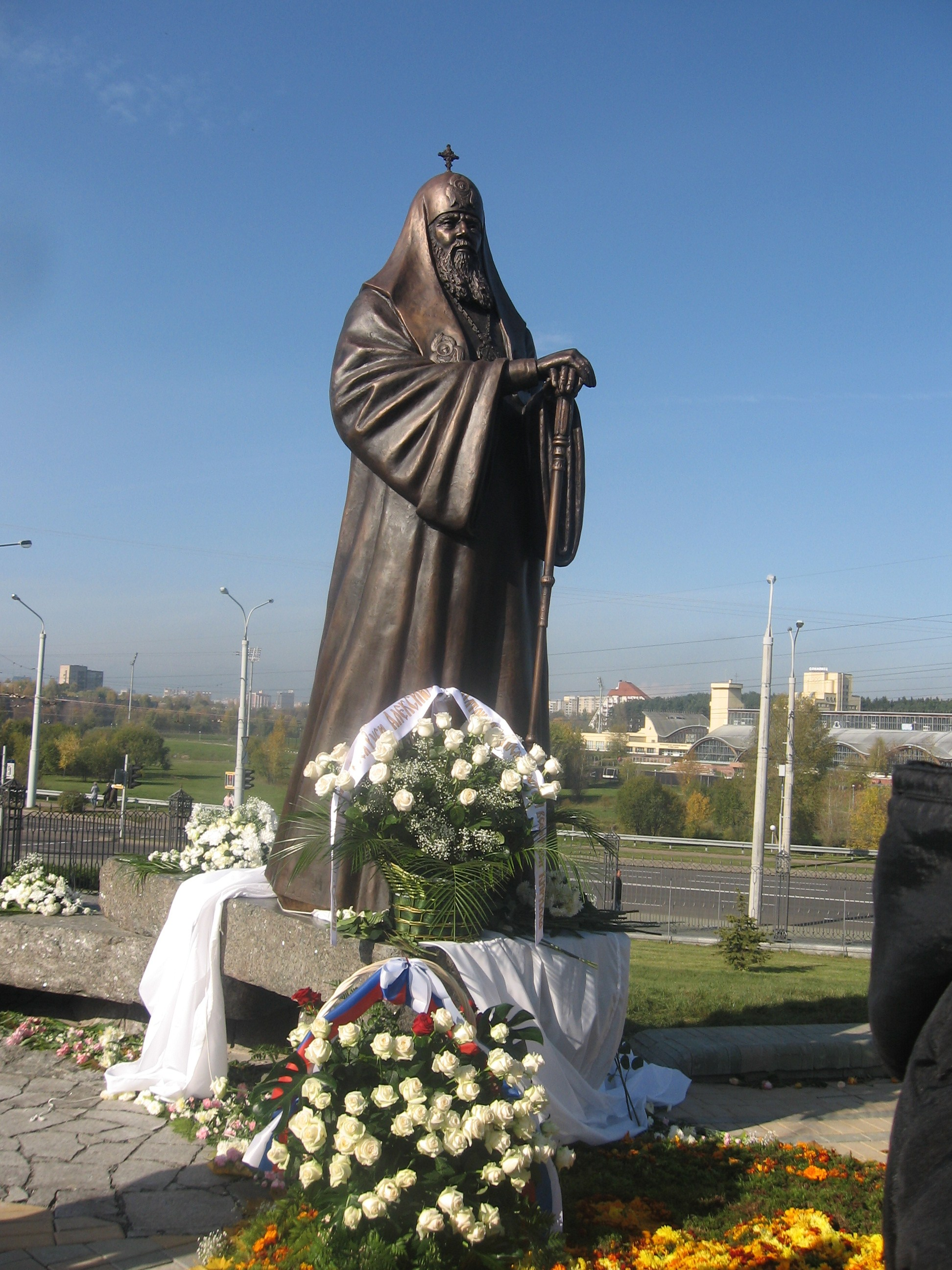
Памятник Святейшему патриарху Алексию Второму (г. Минск, 2016)

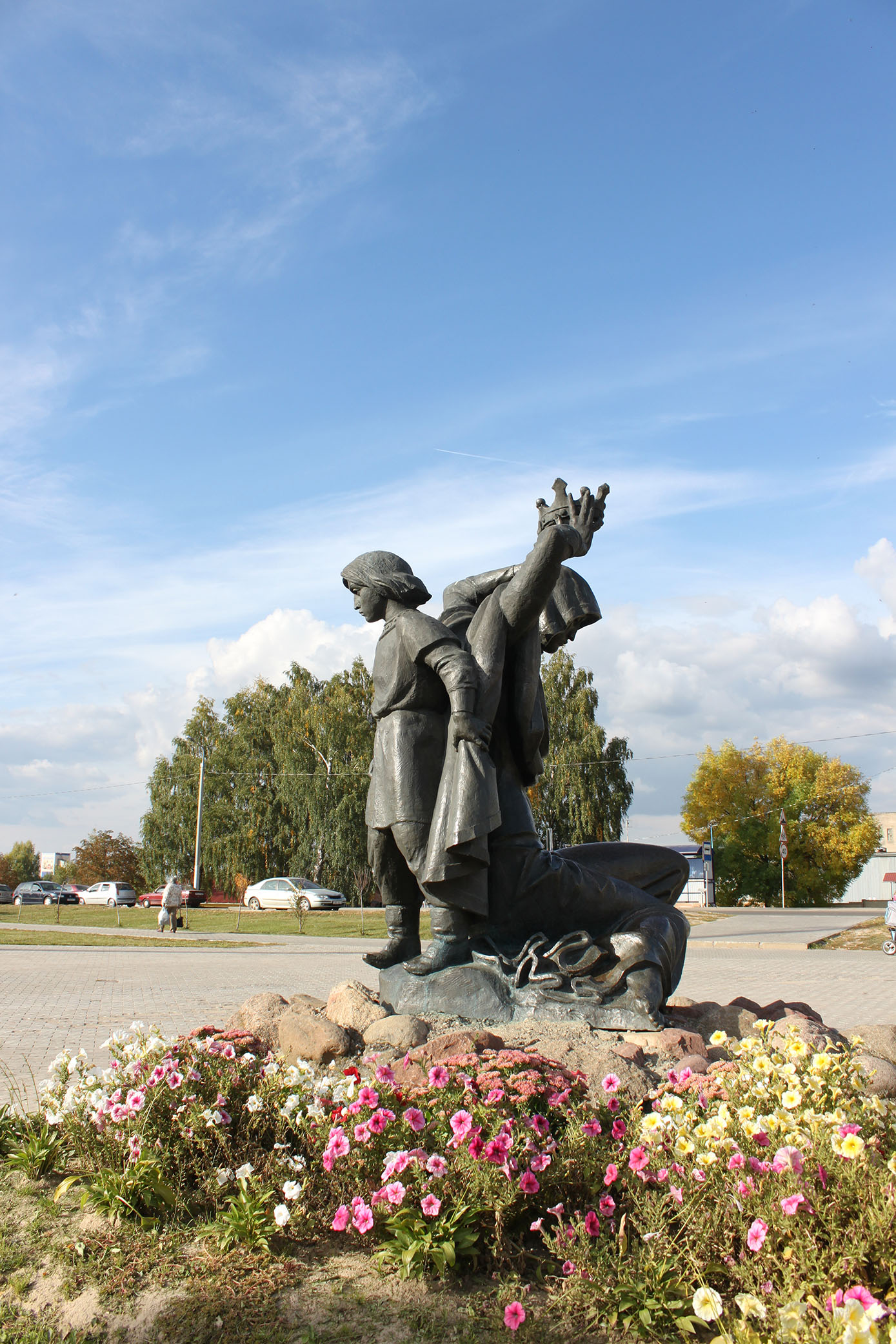
Памятник Рогнеде и Изяславу (г. Заславль, 1998)

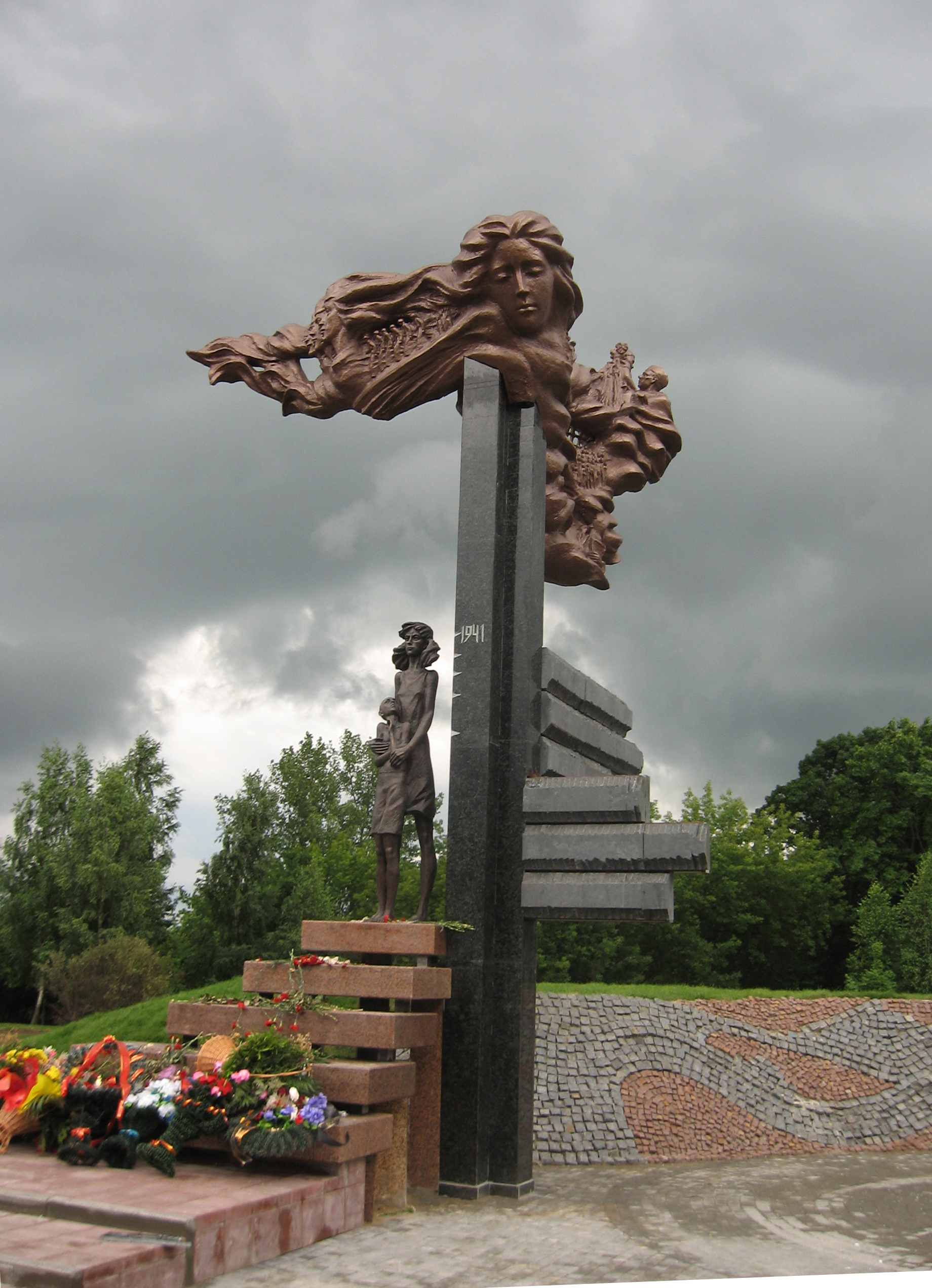
Мемориал «Детям войны» (г. Могилёв, 2009)

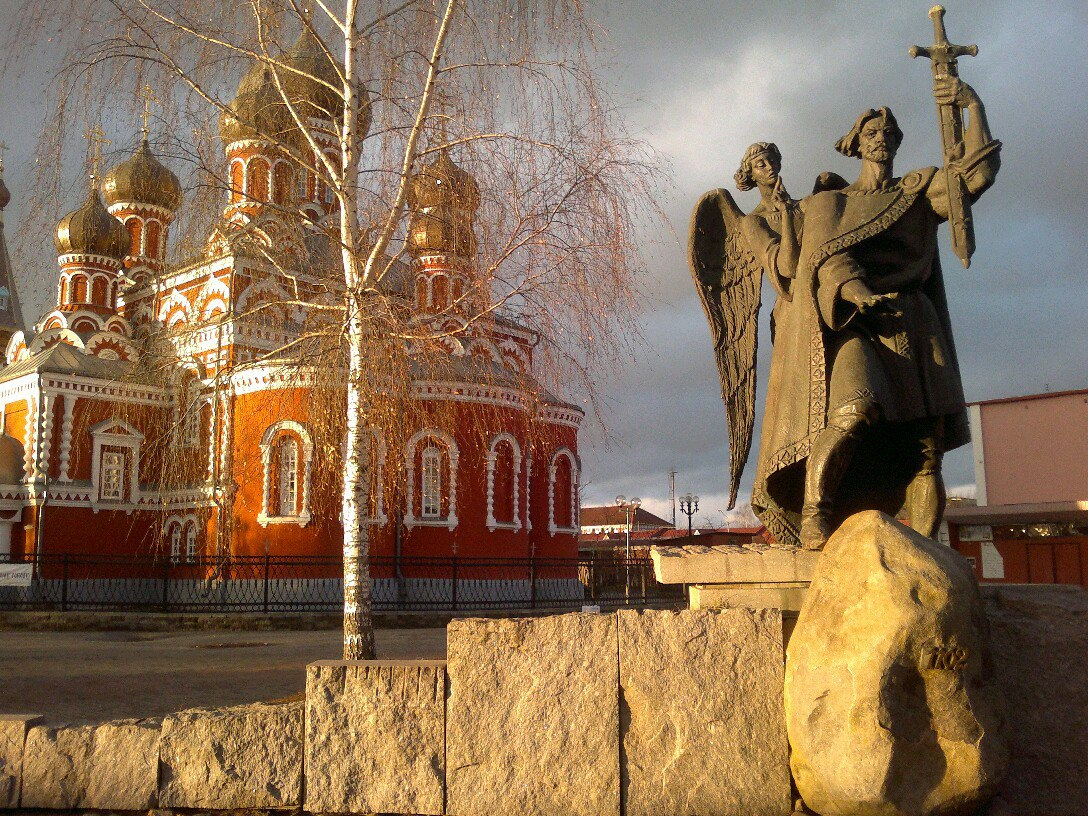
Памятник князю Борису (г. Борисов, 2002)

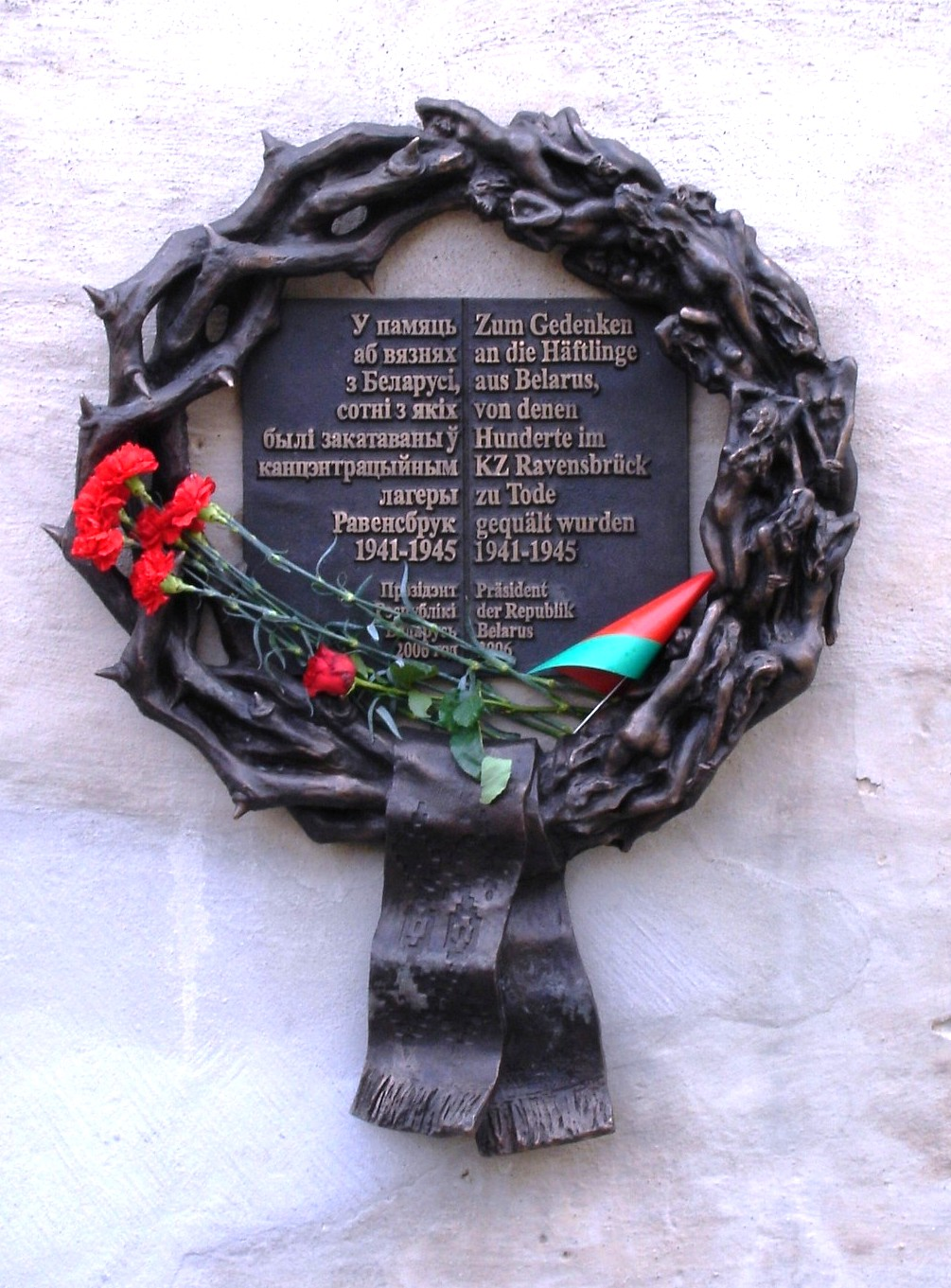
Мемориальный знак жертвам концентрационного лагеря Равенсбрюк (2006)

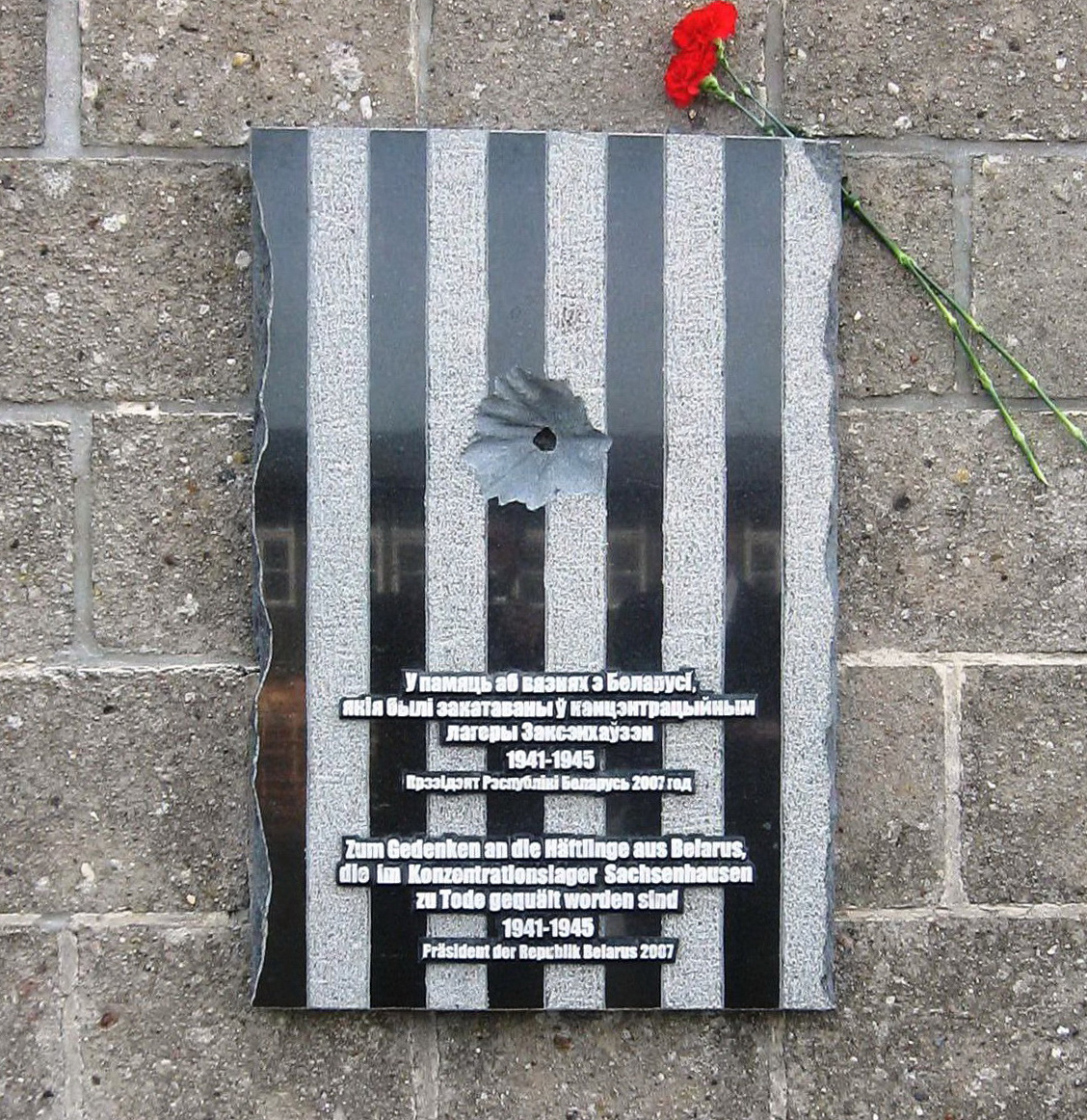
Мемориальный знак жертвам концентрационного лагеря Заксенхаузен

Отец — Вячеслав Николаевич Морозов. Мать — Морозова Галина Григорьевна.
После окончания в 1976 году архитектурного факультета Белорусского политехнического института Игорь Вячеславович работал архитектором, а затем одновременно доцентом и профессором ряда вузов страны, где преподавал по оригинальным курсам дисциплины, связанные с развитием мировой и национальной архитектуры и культуры.
Участник многочисленных национальных и международных научно-практических конференций. Член редколлегий ряда национальных научных журналов. Председатель Междисциплинарной координационной группы Творческого проекта «Архитектор. Город. Время» — победителя конкурса на грант Президента Российской Федерации.
Научный руководитель магистрантов и аспирантов, двух защищённых кандидатских диссертаций, официальный оппонент и рецензент многих магистерских, кандидатских и докторских диссертаций и монографий, защищаемых и издаваемых в Беларуси и за рубежом.
Автор более двухсот пятидесяти статей в отечественных и зарубежных изданиях Болгарии, Латвии, Украины, России, а также монографий, книг и учебных пособий, серии учебно-методических комплексов для студентов и магистрантов Белорусского государственного университета культур и искусств.
На протяжении пятнадцати лет, с 1999 года — редактор, обозреватель республиканского журнала «Архитектура и строительство». Член редакционных советов ряда белорусских специализированных научных изданий.

Член учёного совета и Совета по защите кандидатских и докторских диссертаций Белорусского государственного университета культуры и искусств.
В качестве архитектора является автором многих значимых произведений монументального искусства в Беларуси и за её пределами.

Участник, лауреат, дипломант многих национальных и международных выставок, конкурсов и конгрессов.
Скончался 11 апреля 2025 года.

## Дети
Морозов Родион Игоревич (род. 6 августа 1986, Минск) — Ph.D. в области бизнеса и экономики, кандидат экономических наук.
Морозов Егор Игоревич (род. 5 августа 1989, Минск) — известный под псевдонимом Эмио Афишл участник хип-хоп коллектива M.I.N.S.K., победитель международных рэп-батлов, магистр архитектуры.

## Основные труды
- «Планета дорог» (1992) (Диплом Всесоюзного книжного фестиваля)
- «Таинственным путем Гермеса» (1994)
- «Ты откуда и куда?» (1998)
- «Архитектурная герменевтика» (1999)
- «Основы культурологии. Архетипы культуры» (2001)
- «Герменевтика зодчества» (2009)
- «Пути-уроки нашей культуры» (2012)
- «Домиада» (2023)

## Произведения монументального искусства
- памятник Белорусским воинам-интернационалистам, погибшим в Афганистане (г. Барановичи, 1990)
- памятник жертвам холокоста (д. Лахва Лунинецкого района, 1992)
- надгробный памятник писателю М. Танку (Мядельский район, 1995)
- памятник Рогнеде и Изяславу (г. Заславль 1998)
- памятник Белорусским воинам-интернационалистам, погибшим в Афганистане (г. Борисов, 2000)
- памятник князю Владимиру Донскому (г. Малоярославец, Россия, 2002)
- памятники князю Борису (г. Борисов, 2002)
- памятник жертвам трагических событий 1812 г. на реке Березина (г. Борисов, 2002)
- памятник Франциску Скорине (г. Калининград, Россия, 2003)
- надгробный памятник писателю В. Морозову (Минск, 2005)
- мемориальный знак от имени Президента Республики Беларусь жертвам концентрационного лагеря Равенсбрюк (Германия, 2006)
- мемориальный знак от имени Президента Республики Беларусь жертвам концентрационного лагеря Заксенхаузен (Германия, 2008)
- мемориал «Детям войны» (г. Могилев, 2009)
- памятник Святейшему Патриарху Алексию Второму (г. Минск 2012)
- памятник Святейшему Патриарху Алексию Второму (г. Витебск, 2013)

## Награды
- медаль ЮНЕСКО за значительные творческие достижения (г. Париж, Франция, 1985)
- почётный знак «За активное участие в НТО СССР» (1985)
- медаль международного биеннале «Интерарх» (г. София, Болгария, 1988)
- две бронзовые медали ВДНХ СССР
- медаль Лауреат ВДНХ СССР
- почётная грамота Госстроя БССР
- почётная грамота Всесоюзного научно-технического общества
- дипломы союза архитекторов СССР и Республики Беларусь
- Государственная премия Республики Беларусь за памятник Рогнеде и Изяславу в г. Заславле (1998)
- почётная грамота министерства архитектуры и строительства Республики Беларусь (2004)
- медаль Белорусского фонда «Взаимопонимание и примирение» «За помощь и поддержку» (2007)
- медаль за лучшее произведение на Национальном фестивале архитектуры (г. Минск, 2009)
- почётная грамота министерства культуры Республики Беларусь (2011)
- Премия Союзного государства в области литературы и искусства за памятник Святейшему патриарху Алексию Второму в г. Минске (2016)
- почётные грамоты Белорусского государственного университета культуры и искусств (2019, 2022, 2024)
- нагрудный знак «За вклад в развитие культуры Беларуси» (2020)